# Зилов, Лев Николаевич
Лев Никола́евич Зило́в (15 (27) октября 1883, с. Вербилки (по другим данным, в д. Кушки, близ с. Вербилки), Московская губерния, Российская империя — 24 января 1937, Москва, СССР) — русский и советский писатель и поэт.

## Биография
Родился 15 (27) октября 1883 в с. Вербилки (по другим данным, в д. Кушки, близ с. Вербилки Дмитровского уезда Московской губернии, Российская империя (ныне Россия) в дворянской семье: отец, Николай Николаевич Зилов — владелец Кушек, мать — Мария Павловна (в девичестве Гарднер). Рос в родовом имении бабушки, Елизаветы Николаевны Гарднер (в девичестве Леман), последней владелицы фарфоровой фабрики в Вербилках.
Окончил фабричную школу в Вербилках, затем немецкое училище в Москве, после обучался в гимназических классах Лазаревского института восточных языков, где в 1905 году экстерном сдал экзамен на аттестат зрелости. В 1906 году женился на Наталье Бруновне Быхольд (1886—1966), ставшей его музой (родились дети: Анна (1907), Алексей (1909) и Ирина (1913)). Поступил на экономическое отделение юридического факультета Московского университета и закончил его в 1913 году с дипломом второй степени.
С 1918 года работал в области народного образования, заведовал детским домом в Иваново-Вознесенске. В 1920-х годах был сотрудником газет «Рабочий край» (Иваново-Вознесенск) и «Правда». В 1934 г. он не был принят в Союз писателей.
24 января 1937 года умер от воспаления лёгких.

## Творчество
Дебютировал в 1904 году — два его стихотворения были напечатаны в бакинской газете «Новое обозрение», до 1914 года публиковался в ряде журналов: «Новое обозрение» (Баку), «Образование», «Русская мысль», «Журнал для всех», «Ежемесячный журнал», «Вестник Европы». Первый сборник стихов (в основном пейзажная лирика («Злат ручей», «Мать», «Лазурные сказки», «Березы», «В монастыре»), бытовые зарисовки («В кухне», «Винт»), семья и детство («Лютя», «Боженька», «У нашей маленькой Люлю») и т. д.) вышел в 1908, следующий в 1911.
После Октябрьской революции выпустил ряд сборников, описывающих послереволюционный быт: «Ворона в трубе» (1924), «Рассказы на ходу» (1925), «Подпольные жители» (1930) и др. Написал ряд произведений для детей о природе вещей и явлений («Май и Октябрина», 1924, «Миллионный Ленин», 1926, «Загадки-складки», 1927, и др.), активно печатался в детских журналах («Проталинка», «Светлячок», «Семья и школа», после революции в «Мурзилке», «Огоньках», «Искорке», «Зорьке»). Опубликовал рассказы из жизни Л. Н. Толстого и А. С. Пушкина: «Новеллы о Толстом» (1934, предисл. М. Цявловского, 2 изд., 1937); «Возвращенный Пушкин» (1938, посмертно).
Всего опубликовал три книги стихов, два сборника рассказов, ряд книжек массового характера и около пятидесяти детских книжек.